# Sony Ericsson W302
Sony Ericsson W302 — мобильный телефон от компании Sony Ericsson, выпущенный в 2008 году. Относится к музыкальной линейке Walkman, при этом находится в низкобюджетном ценовом сегменте: цена аппарата в России на старте продаж составляла около 6000 российских рублей. Выпускался в двух цветах: чёрном (Midnight Black) и белом (Sparkling White), а в комплект поставки входили карта памяти объёмом 512 МБ и наушники.

## Описание

### Корпус и дизайн
Дизайн W302 использует образ одного из флагманов компании — телефона Sony Ericsson W890i, и в цветовом решении тоже: здесь дизайнеры предложили все тот же чёрный и серебряный корпус. На лицевой стороне есть металлическая накладка, а весь остальной корпус изготовлен из пластика, причём на обратной поверхности он шероховатый. Задняя крышка съёмная, её необходимо снять для доступа к аккумулятору, симке и карте памяти.
На левом торце расположен универсальный порт Fast Port, а также кнопка Walkman для активации плеера. На правом торце находится сдвоенная качелька регулирования громкости и клавиша, запускающая камеру. На стыке боковой и нижней граней имеется петелька для крепления ремешка. Верхний и нижний торцы лишены каких-либо полезных элементов

Клава 
сделана достаточно кучно и требует некоторого привыкания в течение двух суток. Управляющий блок сделан в виде пересекающихся кругов. При этом, чтобы избежать ошибочных нажатий, клавиши созданы по интересному принципу. Так, например, кнопка вызова выпуклая, а спаренные клавиши возврата и удаления сделаны в виде вогнутой качельки. Отдельной кнопки, отвечающей за включение телефона, нет, поскольку для этого, как и в большинстве мобильных телефонов, задействована клавиша отбоя вызова, то есть при удержании её в течение трёх секунд девайс включается или выключается. Кнопки цифрового блока и выполнены в виде прямоугольников с закруглёнными углами. Подсветка клавиатуры оранжевого цвета, её яркость средняя. Под клавиатурой расположено отверстие микрофона.

### Экран и интерфейс
Экран телефона Sony Ericsson W302 представляет собой TFT-матрицу с разрешением 176х220 пикселей и диагональю 2 дюйма. Это позволяет отображать до 8 строк текста и до трех служебных строк для большинства режимов; для просмотра интернет-ресурсов, при работе с электронной почтой, с сообщениями возможно отображение и большего числа строк за счет масштабирования шрифта. Согласно отзывам экспертов, экран достаточно высокого качества по меркам бюджетных телефонов, однако существенно уступает более дорогим моделям того же производителя. Дисплей даже под солнечными лучами остаётся относительно читабельным, но для этого рекомендуется выбирать светлые темы с тёмным шрифтом, к примеру, стандартное оформление «Walkman». Обводы экрана черные, что визуально увеличивает его поверхность, когда тот выключен.
В режиме ожидания в верхней части экрана отображается уровень сигнала сети и заряда батареи. Здесь также могут присутствовать пиктограммы служебной информации, например, активность Bluetooth или выбранный режим. Ниже находится логотип оператора, часы и дата. Помимо этого, на экран телефона выводится информация о проигрываемой композиции, данные о таймере, будильнике и название GPRS-подключения, когда устройство используется в качестве модема. В качестве оформления дисплея могут служить картинки, анимации, а также отснятые видеозаписи.
Главное меню состоит из 12 пунктов, каждому из которых соответствует своя анимированная иконка. Анимация активируется при наведении на какой-либо пункт. Каждой иконке соответствует своя цифровая клавиша, это очень удобно для быстрого перемещения по пунктам.

### Аккумулятор
Телефон оснащён сменным аккумулятором BST-33 ёмкостью 950 мАч. Время автономной работы устройства в режиме разговора составляет 7 часов, в режиме аудиоплеера — до 18 часов, а в режиме ожидания — до 300 часов.
Согласно исследованию ведущего мобильного аналитика Эльдара Муртазина, в Москве аппарат работал в среднем 2,5 дня при умеренной нагрузке (до часа разговоров, около 30 минут игр, 20 минут использования браузера). При большей нагрузке, вероятно, пришлось бы подзаряжать аппарат ежедневно. В то же время совсем малое число разговоров означает, что телефон может проработать до 3-4 дней, но это маловероятный сценарий. В Европе время работы было бы выше как минимум в 2 раза во всех режимах вследствие лучшего покрытия сетей. Время проигрывания музыки составляет до 18 часов.

### Мультимедиа
Sony Ericsson W302 относится к линейке Walkman и считается музыкальным телефоном. В комплекте к нему идут наушники посредственного качества, это связано с тем, что аппарат относится к нижнему ценовому сегменту.
Как и другие устройства серии Walkman, модель W302 вместо 3,5-миллиметрового гнезда для наушников оснащен фирменным USB-портом. В комплект входит адaптер — провод длиной около метра. Этот разъём также предназначен для зарядки телефона и подключения его к ПК, что исключает возможность использования наушников в это время. W302 поддерживает подключение беспроводных стереогарнитур Bluetooth, что несколько спасает ситуацию.
Стандартное приложение плеера в данном телефоне выполнено в оранжево-чёрных цветах, характерных для бренда Walkman. Оно обладает широкой функциональностью по сравнению с аналогичными приложениями в телефонах, не являющихся музыкальными. Все композиции можно сортировать несколькими различными способами, поддерживается создание пользовательских плей-листов, случайное и последовательное воспроизведение, перемотка композиций, а также поиск любимой музыки благодаря сервису TrackID — фирменному решению компании Sony Ericsson. В качестве мелодий для воспроизведения поддерживаются форматы MP3, AAC, AAC+, E-AAC+, WAV, WMA и m4a. Ограничений по битрейту нет.
Кроме того, Sony Ericsson W302 оснащён FM-радио с памятью на 20 радиостанцией и функцией RDS.

### Передача данных
При USB-подключении девайс предлагает выбрать режим соединения. В режиме передачи данных телефон отключается, пользователь видит карту памяти и память телефона через компьютер; скорость передачи данных не превышает 500 КБ/с. В другом режиме присутствуют различные настройки USB для осуществления доступа в сеть, телефон выступает в качестве модема, но доступа к его файловой системе нет. Также имеется режим печати фотографий.
Устройство может задействовать беспроводное подключение по Bluetooth 2.0. Устаревшая программная платформа А50 не поддерживает EDR, в отличие от моделей на платформе А100/А200. Поддерживается профиль A2DP, что позволяет использовать беспроводные стереонаушники. Модель поддерживает следующие профили Bluetooth:
- A2DP
- Basic Imaging Profile
- Basic Printing Profile
- Dial-Up Networking Profile
- File Transfer Profile
- Generic Access Profile
- Generic Object Exchange Profile
- Handsfree Profile
- Headset Profile
- HID
- JSR-82 Java API
- Object Push Profile
- Personal Area Network Profile
- Serial Port Profile
- Service Discovery Application Profile
- Synchronization Profile
- SyncML OBEX binding.

## Обзоры
- Эльдар Муртазин. Обзор GSM-телефона Sony Ericsson W302i. Mobile-Review (28 июля 2008). Дата обращения: 20 октября 2017.
- Михаил Ильиных. Обзор SonyEricsson W302. Сотовик (17 декабря 2008). Дата обращения: 20 октября 2017.
- Евгений Мосунов. Экспорт статей RSS Экспорт статей RSS Sony Ericsson W302 Walkman: стоит недорого, но звучит хорошо. Telefon.com.ua (8 апреля 2009). Дата обращения: 20 октября 2017.
- Василиса Данилова. Sony Ericsson W302i / Народное техно. Mobi.ru (23 декабря 2008). Дата обращения: 20 октября 2017. Архивировано из оригинала 21 октября 2017 года.
- Sandra Vogel. Sony Ericsson W302 (англ.). Trusted Reviews 1—3 (5 февраля 2011).
- Phonearena Team. Sony Ericsson W302 Review (англ.). PhoneArena (20 мая 2009). Дата обращения: 20 октября 2017.
- Flora Graham. Sony Ericsson W302 Walkman review: Sony Ericsson W302 Walkman (англ.) (недоступная ссылка — история). CNET (6 апреля 2009).